# Templo de Marte (Corseul)
O Templo de Marte é o vestígio de um fanum romano-céltico e do seu pátio, localizado em Corseul, no departamento de Côtes-d'Armor, na França.

## Arquitectura
Este templo mantém apenas três secções de paredes de aproximadamente dez metros de altura, que formaram uma cela octogonal. Possui um pátio rodeado por uma galeria em três lados. As dimensões da estrutura geral do santuário são de aproximadamente 90x80 metros. Isso torna-o um dos maiores santuários de toda a Gália. O terreno ao todo era de quase um hectare.

Uma reconstrução arquitetônica 3D foi realizada por Yann Bernard e Gaétan Le Cloirec em 2016.

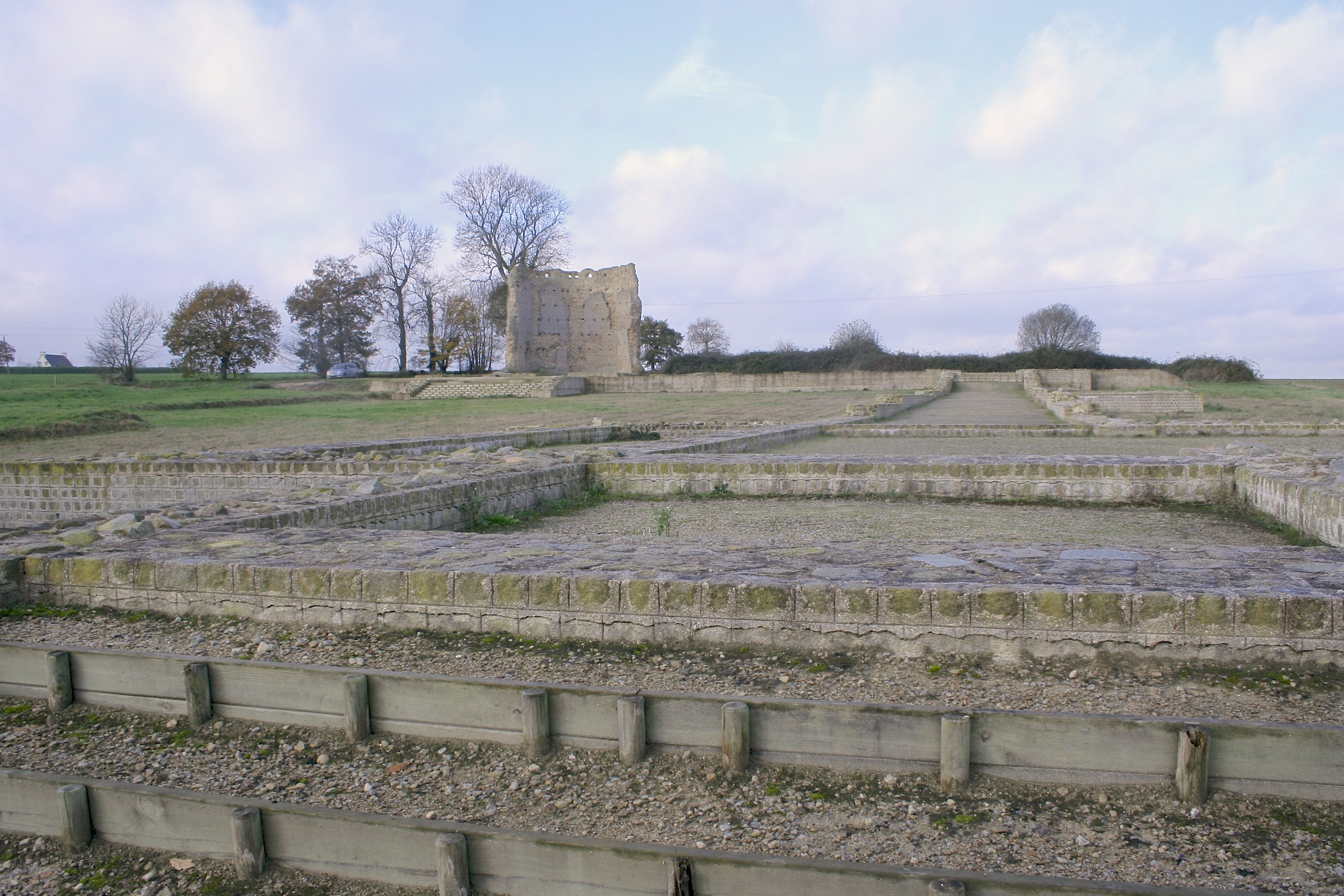
O Templo de Marte em Haut-Bécherel